# Torrijos (Gerichtsbezirk)
Der Gerichtsbezirk Torrijos ist einer der sieben Gerichtsbezirke in der Provinz Toledo.
Der Bezirk umfasst 42 Gemeinden auf einer Fläche von 1.918,37 km² mit dem Hauptquartier in Torrijos.

## Gemeinden
| Gemeinde                    | Einwohner (2024) | Fläche km² | Dichte Einw./km² | Cod INE | Postleitzahl |
| --------------------------- | ---------------- | ---------- | ---------------- | ------- | ------------ |
| Albarreal de Tajo           | 762              | 41,58      | 18               | 45003   | 45522        |
| Alcabón                     | 761              | 8,02       | 95               | 45004   | 45523        |
| Aldea en Cabo               | 205              | 25,50      | 8                | 45008   | 45908        |
| Almorox                     | 2.472            | 64,77      | 38               | 45013   | 45900        |
| Arcicóllar                  | 1.082            | 30,55      | 35               | 45015   | 45182        |
| Barcience                   | 1.049            | 18,98      | 55               | 45018   | 45525        |
| Burujón                     | 1.332            | 35,45      | 38               | 45024   | 45521        |
| Camarena                    | 4.634            | 66,22      | 70               | 45031   | 45180        |
| Camarenilla                 | 606              | 24,35      | 25               | 45032   | 45181        |
| Carmena                     | 836              | 46,70      | 18               | 45036   | 45531        |
| El Carpio de Tajo           | 1.873            | 113,58     | 16               | 45037   | 45533        |
| Carriches                   | 266              | 18,67      | 14               | 45039   | 45532        |
| El Casar de Escalona        | 2.128            | 39,55      | 54               | 45040   | 45542        |
| Domingo Pérez               | 395              | 12,93      | 31               | 45058   | 45544        |
| Erustes                     | 226              | 9,52       | 24               | 45060   | 45540        |
| Escalona                    | 3.801            | 73,15      | 52               | 45061   | 45910        |
| Escalonilla                 | 1.497            | 50,95      | 29               | 45062   | 45517        |
| Fuensalida                  | 12.508           | 68,37      | 183              | 45066   | 45510        |
| Garciotum                   | 215              | 22,69      | 9                | 45068   | 45643        |
| Gerindote                   | 2.767            | 44,26      | 63               | 45069   | 45518        |
| Hormigos                    | 992              | 27,48      | 36               | 45076   | 45919        |
| Huecas                      | 875              | 27,42      | 32               | 45077   | 45511        |
| Maqueda                     | 504              | 73,67      | 7                | 45091   | 45515        |
| La Mata                     | 915              | 19,18      | 48               | 45095   | 45534        |
| Méntrida                    | 6.273            | 83,01      | 76               | 45099   | 45930        |
| Mesegar de Tajo             | 200              | 17,66      | 11               | 45100   | 45541        |
| Nombela                     | 895              | 121,56     | 7                | 45117   | 45917        |
| Novés                       | 3.463            | 41,71      | 83               | 45118   | 45519        |
| Nuño Gómez                  | 171              | 16,89      | 10               | 45120   | 45644        |
| Otero                       | 431              | 29,57      | 15               | 45126   | 45543        |
| Paredes de Escalona         | 129              | 24,92      | 5                | 45129   | 45908        |
| Pelahustán                  | 331              | 44,37      | 7                | 45131   | 45918        |
| Portillo de Toledo          | 2.346            | 19,95      | 118              | 45134   | 45512        |
| La Puebla de Montalbán      | 8.032            | 141,34     | 57               | 45136   | 45516        |
| Quismondo                   | 1.798            | 15,43      | 117              | 45143   | 45514        |
| Rielves                     | 859              | 32,83      | 26               | 45147   | 45524        |
| Santa Cruz del Retamar      | 4.038            | 129,46     | 31               | 45157   | 45513        |
| Santa Olalla                | 3.502            | 72,61      | 48               | 45158   | 45530        |
| Santo Domingo-Caudilla      | 1.229            | 53,80      | 23               | 45901   | 45526        |
| La Torre de Esteban Hambrán | 1.932            | 50,70      | 38               | 45171   | 45920        |
| Torrijos                    | 14.099           | 17,34      | 813              | 45173   | 45500        |
| Villamiel de Toledo         | 1.069            | 41,68      | 26               | 45189   | 45594        |
| Gerichtsbezirk Torrijos     | 93.498           | 1.918,37   | 49               | –       | –            |